# Ouratea palmata
Ouratea palmata är en tvåhjärtbladig växtart som beskrevs av Adolpho Ducke. Ouratea palmata ingår i släktet Ouratea och familjen Ochnaceae. Inga underarter finns listade i Catalogue of Life.